# مجلس نواب ماساتشوستس

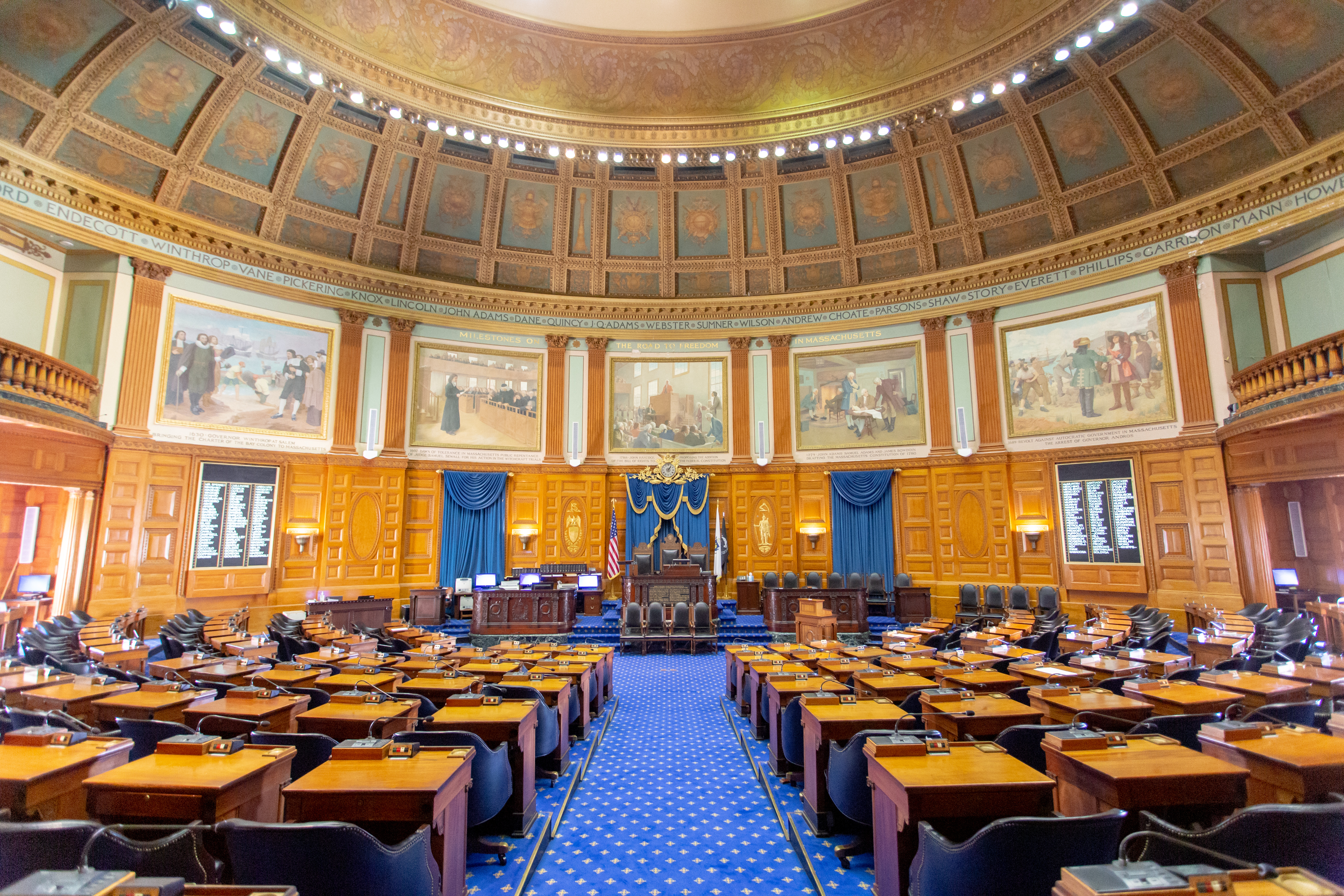
قاعة مجلس نواب ماساتشوستس في مجلس ولاية ماساتشوستس

مجلس نواب ماساتشوستس (بالإنجليزية: Massachusetts House of Representatives) هو مجلس النواب التشريعي لولاية ماساتشوستس الأمريكية، يقع المقر الرئيسي له في Massachusetts State House ‏، ويتكون من 160 مقعداً، وهو المجلس الأدنى في محكمة ماساتشوستس العامة.

## طالع أيضًا
- محكمة ماساتشوستس العامة